# Ждановы (Кировская область)
Ждановы — опустевшая деревня в Котельничском районе Кировской области в составе Котельничского сельского поселения.

## География
Располагается примерно в 3 км на юго-запад от райцентра города Котельнич.

## История
Была известна с 1802 года как деревня Ждановская с 8 дворами. В 1873 году здесь было отмечено дворов 11 и жителей 74, в 1905 27 и 180, в 1926 38 и 197, в 1950 32 и 115, в 1989 проживал 1 человек. Настоящее название утвердилось с 1939 года. Ныне фактически представляет собой урочище.

## Население
Постоянное население не было учтено как в 2002 году, так и в 2010.